# Drughi
Drughi ist der Name einer bedeutenden Ultra-Gruppierung im Umfeld des italienischen Fußballvereins Juventus Turin. Der Name entstammt Anthony Burgess’ Buch Uhrwerk Orange (Original A Clockwork Orange), in dem Droogs (für „Freunde“, von russisch „Друг“) der Name einer Gang ist.
Die Entstehungsgeschichte des Namens ist ein Kuriosum für sich: Ursprünglich sollte die Gruppierung Arancia meccanica (italienisch für Uhrwerk Orange) heißen. Auf Druck der Behörden, die den gewaltverherrlichenden Eindruck, den der Namen vermittelt, fürchteten, wurde der Name schließlich auf Drughi geändert. Die Hintergedanken der Gründer bezüglich des neuen Namens wurden zu spät erkannt. 
Die Anfänge dieser Gruppierung liegen im Jahr 1987, als Differenzen innerhalb einer anderen Ultrà-Gruppierung zur Teilung führten. Anfang der 1990er entwickelte sich aus der kleinen Gründergruppe die größte organisierte Anhängerschaft von Juventus mit zeitweise über 10.000 Mitgliedern, die große Teile der Südkurve des Stadio delle Alpi in Turin für sich beanspruchten. Aktuell findet man sie ebenfalls in der Südkurve des Juventus Stadium.
Euphorisiert durch den Erfolg von Juventus 1997 entschlossen sich die zahlreichen größeren und kleineren Ultrà-Gruppierungen schließlich, sich zu einer großen Gruppe zusammenzuschließen, was das Ende der Drughi als selbstständige Gruppe bedeutete. Die neue Ultra-Gruppierung nannte sich fortan Black & White Fighters Gruppo Storico 1977. Diese Gruppe, die eine aggressive Verdrängungspolitik betrieb, bestand bis zum 20. Februar 2005. Stadionverbote und Inhaftierungen der Köpfe jener Gruppe führten schließlich zur Selbstauflösung und der Neugründung der Drughi. 
Für große Differenzen zwischen Vereinsführung und Drughi sorgten 2005 die Pläne zum Neubau des Stadions, das eine deutlich reduzierte Kapazität haben sollte. 

## Hass auf Engländer
Seit dem Finale im Europapokal der Landesmeister 1985 zwischen Juventus Turin und dem FC Liverpool, bei dem nach Übergriffen englischer Hooligans 32 italienische Fans zu Tode kamen und Hunderte verletzt wurden, besteht von Seiten der Drughi ein Hass gegenüber Engländern. Hierbei werden pauschal alle Engländer, unabhängig von ihrer Vereinszugehörigkeit, angefeindet und in manchen Fällen auch körperlich attackiert. Auslöser der damaligen Katastrophe war der Versuch englischer Hooligans, den Fanblock der italienischen Anhänger zu stürmen und die Tatsache, dass die schlechte Konstruktion des Stadions die Massenpanik unter den Juventus-Fans verstärkte und schließlich eine Begrenzungsmauer einstürzte, die zahlreiche italienische Fans unter sich begrub.